# Asen Chalačev
Asen Ilijev Chalačev (bulharsky: Асен Илиев Халачев) (28. prosince 1889, Pleven, Bulharsko – 25. června 1923, Pleven, Bulharsko) byl bulharský politik, od roku 1908 člen Bulharské komunistické strany. Vystudoval gymnázium Vasila Aprilova ve městě Gabrovo a právo na univerzitě v Ženevě. Svá studia dokončil v roce 1912.
Asen Chalačev byl důstojníkem v první světové válce. Na frontě mezi vojáky rozšiřoval protiválečnou propagandu. Po válce pracoval jako advokát (1919–1923). Poté byl jmenován předsedou plevenské organizace Bulharské komunistické strany. Byl prvním politikem, který se zasloužil se o její zapojení do červnového povstání, když s ozbrojeným vojskem dobyl téměř celý Pleven. Po neúspěšném povstání byl zatčen a zavražděn.